# Нянька

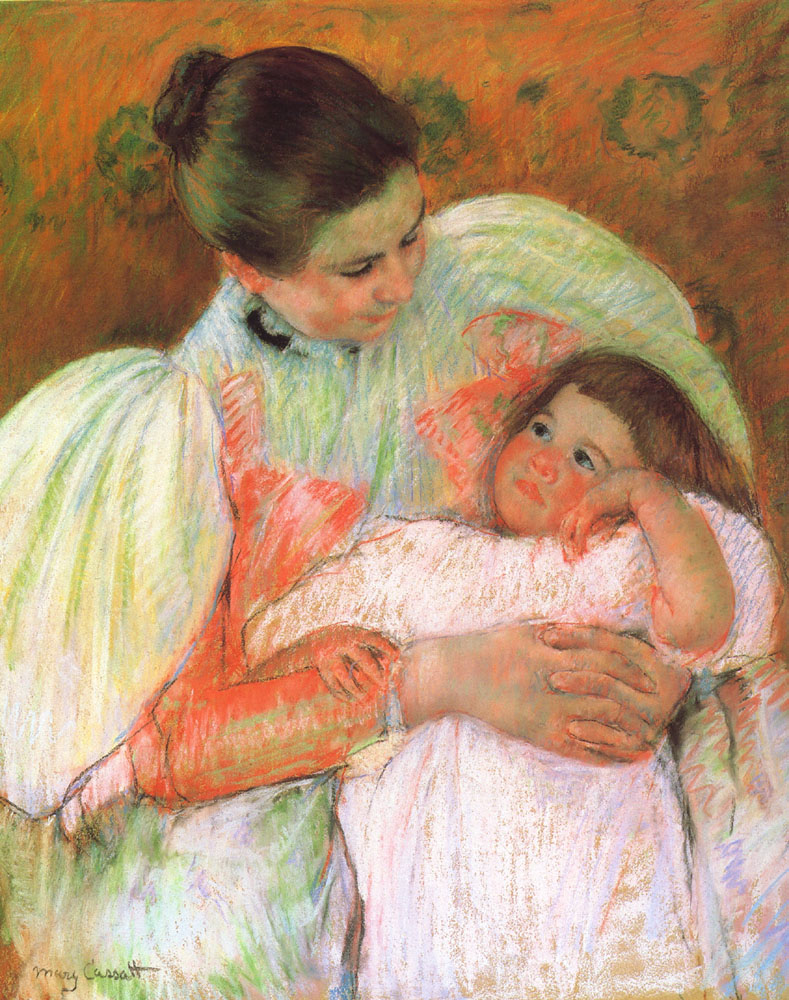
Медсестра Мері Кассат і дитина 1896—1897

Н́янька (також няня) — професія людини, в обов'язки якої входить догляд за чужими дітьми. 

## Значення
- жінка, яка займається доглядом за дітьми.
- жінка для догляду за хворими в лікарнях.

Професія няньки — це робота з дітьми за покликанням, яка вимагає освіти, специфічних знань, практичних навичок.
Сучасні няньки запрошуються до дітей у віці від одного місяця. Вони можуть приходити лише на кілька годин на тиждень або сидіти з дитиною щодня, поки батьки на роботі. Іноді няньки виїжджають влітку на дачі для проживання там зі своїми підопічними або супроводжують сім'ю з дітьми в поїздках за кордон.

## Вимоги
Нянька зобов'язана мати медичну книжку, яка підтверджує, що за станом здоров'я вона може працювати з дітьми, а також рекомендаційні листи.

## Обов'язки
Нянька годує, умиває і переодягає дитину, гуляє і грає з нею, читає їй книжки. За умовами договору в її обов'язки також може входити прибирання приміщень, приготування їжі для дитини, закупівля продуктів. Головне завдання няньки — забезпечити дитині комфорт і безпеку, а в разі потреби вона повинна вміти надати йому першу медичну допомогу.

## Особисті якості
- любов до дітей
- терпеливість
- сумлінність
- відповідальність
- знання психологічних і фізіологічних особливостей дітей цього віку
- акуратність
- комунікативні та організаторські здібності
- порядність.

## Освіта
Для няньки бажано педагогічну або медичну освіту.

## Оплата праці
Заробітна плата може бути погодинна або місячна. Ціна залежить найперше від того, скільки годин працює нянька і скільки днів.